# Poly Play
Poly Play es un videojuego arcade publicado en Alemania Oriental en 1985; es el único videojuego arcade conocido que se haya originado en ese país. Fue creado por la empresa VEB Polytechnik e incluía un total de ocho juegos.

## Hardware
Poly Play corría en un CPU que era un clon soviético del Zilog Z80. El CPU estaba fijado a una velocidad de 2.457600 MHz y poseía un chip sonoro personalizado. La imagen tenía una resolución de 512×256 a 50 Hz y poseía una paleta de diez colores. Su ranura de monedas estaba diseñada para aceptar las de 50 Pfennig, pero tenía un defecto - se podía engañar al sensor de presión insertando una moneda de 1 Pfennig pegada a la parte superior de la ranura. Sin embargo, esto era ampliamente tolerado ya que la máquina no era una iniciativa comercial capitalista, sino un producto de propiedad del Estado que usualmente se podía encontrar en las casas vacacionales de la FASL, hostales juveniles y clubes. La máquina funcionaba con la ranura desactivada en muchos clubes juveniles. Sin embargo, el hecho de que grandes multitudes solían agruparse para poder jugar al juego hacía que a veces la ranura se reactivara.
Una máquina Poly Play está expuesta en el show intinerante de videojuegos "Game On" (archivado el 13-10-2006). También pueden verse dos máquinas en RetroGames e.V., en Alemania. Además está expuesta en el Computerspielemuseum Berlin.

## Juegos incluidos
- Hirschjagd (Caza de ciervos) es similar a Robotron 2084.
Traducción de las instrucciones del juego: El venado debe ser persegudo y cazado, pero sólo 10 tiros están disponibles. Un tiro que le dé al venado no será descontado. Un tiro deberá ser disparado al menos una vez cada 15 segundos o una bala será descontada.

- Hase und Wolf (La liebre y el lobo) es un clon del Pac-Man basado en la serie animada rusa Nu, pogodi!, la cual era popular en Alemania Oriental.
La liebre debe comer todo lo que pueda. Debe evitar al lobo, quien quiere comérsela. Puntaje: Un punto por cada guisante, 5 puntos por cada zanahoria y 7 o 10 puntos por cada pera.

- Abfahrtslauf (Carrera cuesta abajo) es un sencillo juego deportivo en donde uno debe esquiar a través de las banderas. A medida que uno avanza en el juego, la velocidad aumentará, haciéndolo cada vez más difícil.

- Schmetterlinge (Mariposas) El jugador debe atravesar flores que actúan como obstáculos.

- Schiessbude (Galería de tiro) es un clon del juego Carnival. El jugador debe dispararles a diferentes objetivos para sumar puntos. El globo vale un punto; el pato, dos; y la flor, tres. Los patos que llegan a la fila inferior pueden robar la munición del jugador si éstos no son eliminados rápidamente.

- Autorennen (Carrera de autos) es un juego de conducción. El auto rojo es controlado por el jugador y debe ganar 2 o 4 rondas.

- Merkspiel (Juego de la memoria) Recuerde todas las imágenes y revélelas, mientras juega contra el tiempo. Si se equivoca, un sonido sonará.

- Wasserrohrbruch (Rotura de la cañería) El objetivo de este juego es evitar que el cuarto se inunde.
En el cuarto de arriba se rompió una cañería. Atrape las gotas con su cubeta para evitar que el nivel del agua se eleve. La cubeta puede ser vaciada a través de las ventanas del sótano. Si la cubeta está llena, no se obtienen puntos. Puntaje: Se pierde una vida por dejar subir demasiado el nivel del agua; Atrapar una gota: 5 puntos; Balde vaciado dentro del sótano: -x; Balde vaciado por la ventana: +3x (donde x es igual al número de gotas atrapadas); Buen juego: vida extra.